# Jean Arthur
Jean Arthur, geboren als Gladys Georgianna Greene (Plattsburgh (New York), 17 oktober 1900 - Carmel (California), 19 juni 1991) was een Amerikaans actrice.
Arthur begon haar carrière als model en ging in 1923 door naar films. Datzelfde jaar maakte ze haar debuut, al duurde het langer tot ze een hoofdrol zou krijgen. Ze werd een WAMPAS Baby Star van 1929.
Ze werd pas bekend toen de geluidsfilm kwam, mede door haar mysterieuze stem. In 1934 kreeg ze een contract bij Columbia Pictures.
In 1943 kreeg ze een Oscarnominatie voor haar rol in The More the Merrier. In 1944 verliep haar contract bij Columbia Pictures en ze kreeg nergens anders meer een contract aangeboden. In 1946 ging ze naar Broadway. Ze stierf in 1991 na hartproblemen.

## Filmografie
- Biblioteca Nacional de España: XX1488286
- Bibliothèque nationale de France: cb146595904 (data)
- Catàleg d'autoritats de noms i títols de Catalunya: 981058507547106706
- Gemeinsame Normdatei: 118941860
- International Standard Name Identifier: 0000 0000 7689 0346
- Library of Congress Control Number: n87838423
- Nationale Bibliotheek van Letland: 000334486
- National Archives and Records Administration: 10571028
- Nationale Bibliotheek van Tsjechië: xx0150703
- Nationale Bibliotheek van Israël: 987007441246605171
- Nationale Bibliotheek van Polen: a0000002446525
- SNAC: w69s3rn9
- Système universitaire de documentation: 069235570
- Virtual International Authority File: 7649320
- WorldCat: E39PBJqFPP6P4qB8f7RpQWMF8C